# Manfred Beer
Manfred Beer   (Altenberg, 2 de desembre de 1953) és un biatleta alemany, ja retirat, que va competir sota bandera de la República Democràtica Alemanya durant la dècada de 1970. És el pare de la també biatleta Katja Beer.
El 1976 va prendre part en els Jocs Olímpics d'Hivern d'Innsbruck, on disputà dues proves del programa de biatló. Fent equip amb Karl-Heinz Menz, Frank Ullrich i Manfred Geyer guanyà la medalla de bronze en la cursa del relleu 4x7,5 km, mentre en la dels 20 quilòmetres fou vint-i-setè.
En el seu palmarès també destaquen dues medalles d'or i una de bronze al Campionat del món de biatló i tres títols nacionals.